# Caio Júnio Donato
Caio Júnio Donato (em latim: Gaius Iunius Donatus) foi um oficial romano do século III, ativo durante o reinado do imperador Valeriano (r. 253–260).

## Vida

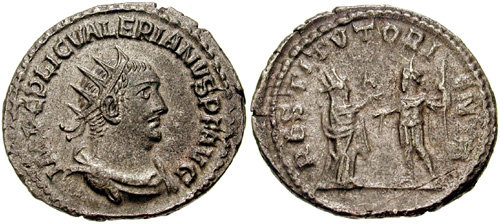
Antoniniano de Valeriano r.

Sua origens, bem como parentesco, sãos incertas. O historiador Michel Christol sugeriu que fosse membro de uma nobre família norte africana, enquanto os autores da PLRE propuseram que fosse parente de Caio Mévio Donato Juniano. Donato aparece pela primeira vez em algum momento antes de 257, quando ocupou a posição de cônsul sufecto.
Em 257, segundo a Paixão das Santas Rufina e Secunda, foi prefeito urbano de Roma, estando ativo durante a perseguição aos cristãos promovida por Valeriano. Provavelmente pode ser identificado com o Júnio Donato que aparece num rescrito de Valeriano e Galiano (r. 253–268) preservado no Código de Gregório como homem perfeitíssimo, prefeito urbano e "nosso amigo". Em 260, ele seria cônsul posterior com Públio Cornélio Secular.